# Мойсес Вільярроель
Мойсес Фермін Вільярроель Аяла (ісп. Moisés Fermín Villarroel Ayala, нар. 12 лютого 1976, Вінья-дель-Мар) — чилійський футболіст, що грав на позиції півзахисника.
Виступав за клуби «Сантьяго Вондерерз» та «Коло-Коло», а також національну збірну Чилі, у складі якої був учасником чемпіонату світу 1998 року.

## Клубна кар'єра
Народився 12 лютого 1976 року в місті Вінья-дель-Мар. Вихованець футбольної школи клубу «Сантьяго Вондерерз». Дорослу футбольну кар'єру розпочав 1996 року в основній команді того ж клубу, в якій провів сім сезонів, взявши участь у 167 матчах чемпіонату.  Більшість часу, проведеного у складі «Сантьяго Вондерерз», був основним гравцем команди.
Своєю грою за цю команду привернув увагу представників тренерського штабу клубу «Коло-Коло», до складу якого приєднався 2003 року. Відіграв за команду із Сантьяго наступні шість сезонів своєї ігрової кар'єри. Граючи у складі «Коло-Коло» також здебільшого виходив на поле в основному складі команди.
2009 року повернувся до рідного клубу «Сантьяго Вондерерз», за який відіграв ще шість сезонів.  Завершив професійну кар'єру футболіста виступами за команду «Сантьяго Вондерерз» у 2014 році.

## Виступи за збірну
1997 року дебютував в офіційних матчах у складі національної збірної Чилі. Протягом кар'єри у національній команді, яка тривала 8 років, провів у формі головної команди країни 34 матчі, забивши 1 гол.
Учасник чемпіонату світу 1998 року у Франції. На світовій першості взяв участь у всіх трьох іграх групового етапу, за результатами якого чилійці з другого місця вийшли до плей-оф.
У складі збірної також був учасником чотирьох розіграшів Кубка Америки: 1997, 1999, 2001, а також 2004 років.